# ژاک روفیو
ژاک روفیو (انگلیسی: Jacques Rouffio; ۱۴ اوت ۱۹۲۸ – ۸ ژوئیهٔ ۲۰۱۶) کارگردان فیلم و فیلم‌نامه‌نویس اهل فرانسه بود.
فیلم برادر زنم خواهرم را به قتل رساند به کارگردانی روفیو در سی و ششمین دوره جشنواره بین‌المللی فیلم برلین شرکت کرده بود.
از دیگر فیلم‌های او می‌توان به ارکستر سرخ اشاره کرد.